# Heinrich von Zügel
Heinrich Johann von Zügel, né le 22 octobre 1850 à Murrhardt, et mort le 30 janvier 1941 à Munich, est un peintre allemand spécialisé dans la photographie d'animaux de ferme et domestiques, souvent en compagnie d'un humain dans une situation dramatique ou humoristique.

## Biographie

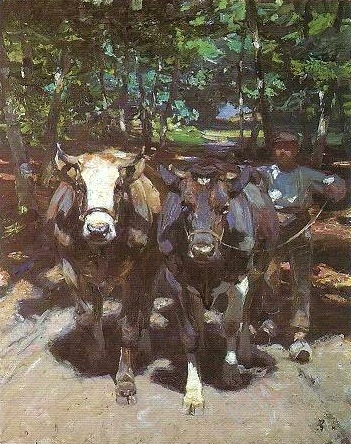
À travers la Forêt, vers 1911

Heinrich Johann von Zügel est né le 22 octobre 1850 à Murrhardt.
À partir de 1867, Zügel est étudiant à l'école d'art de Stuttgart sous la direction de Bernhard von Neher et de Heinrich von Rustige, où il étudie la peinture animalière et de genre. Deux ans plus tard, il part à l'Académie des Beaux-Arts de Munich, mais n'est pas inspiré par les méthodes d'enseignement de Karl von Piloty et il décide de travailler de façon autonome. Par la suite, il passe quelque temps à Vienne et s'installe finalement à Munich. Anton Braith devient un important mentor pour lui.
Au début des années 1880, il est attiré par le paysage rural de l'arrondissement de Dachau et commence à peindre à l'extérieur, plaçant ses sujets dans un paysage plus vaste. Des études entreprises le long des côtes néerlandaises et belges au début des années 1890 confirment son attirance pour l'Impressionnisme, qu'il découvre lors d'expositions à Paris. Dès lors, les réflexions atmosphériques et les jeux d'ombre et de lumière sont au centre de ses préoccupations, tandis que les détails sont subordonnés. Cela l'amené à devenir l'un des membres fondateurs de la Sécession de Munich
Il passe plus de quarante ans sur un thème qu'il appelle "Heavy Work" (principalement des portraits de chevaux et de bœufs de labour) et produit plus de 24 toiles, qui donnent une image détaillée de son développement artistique. Il continue à peindre dans un style léger et impressionniste jusqu'à ses quatre-vingts ans.
En 1895, il devient professeur à l'Académie des Beaux-Arts de Munich, un poste qu'il occupe jusqu'à sa retraite en 1922. Christian Schad, Maximilien Liebenwein et Wilhelm Stumpf figurent parmi ses élèves les plus connus. L'un de ses derniers 'Meisterschüler" est Heinz Theis (1894-1966).
À Wörth am Rhein, il y a une galerie commémorative dédiée à ses œuvres à l'ancien hôtel de ville. Il y passait de nombreux étés, en vacances ou avec ses étudiants. La ville a grandement bénéficié des frais de mannequinat et des loyers qu'il a payés pour utiliser leurs animaux, ainsi que de l'argent que ses étudiants ont dépensé en nourriture et en hébergement. Ses œuvres sont également exposées à la Galerie nationale (Berlin).
Heinrich von Zügel meurt le 30 janvier 1941 à Munich.

## Œuvres majeures
- Das Ochsengespann (Le Bœuf de l'Équipe), Autoportrait et Vue de Murrhardt (Galerie Municipale, Murrhardt)
- Die vor dem Gewitter flüchtende Herde (Troupeau Fui Avant la Tempête)
- Schafe im Erlenhain (les Moutons dans la Aldergrove, la National Gallery (Berlin))
- Ochsen suis Pflug (Bœufs à la Charrue, l'Ancien hôtel de Ville, de Wörth am Rhein)
- Frühlingssonne und Herbstsonne (le Printemps et le Soleil d'Automne)

## Distinctions
- 1883 : Goldene Medaille II. Klasse[3]
- 1888 : die Goldene Medaille München[3]
- 1889 : Ernennung zum Königlich Bayerischen Professor[3]
- 1895 : Berufung als Lehrer an die Akademie in München (Königlich Bayrischer Professor und Akademiedirektor). Träger des königlich bayerischen Maximilian-Ritter-Ordens[3].
- 1902 : Große Medaille Düsseldorf und die Ehrenmitgliedschaft der Akademie Dresden[3]
- 1904 : Ehrenmitglied der Akademie Berlin und die Verleihung des bayerischen Maximilian-Ordens[3]
- 1907 : Verleihung des Ritterkreuzes der Bayerischen Krone und damit den persönlichen Adel[3]
- 1910 : Ehrenbürgerwürde der Stadt Wörth[3]
- 1920 : Ehrenbürgerwürde seiner Vaterstadt Murrhardt[3]
- 1930 : Ehrendoktor der veterinärwissenschaftlichen Fakultät der Universität Gießen[3]
- 1940 : Goethe-Medaille für Kunst und Wissenschaft[3]

## Élèves
- Jean Egger